# Питерборский судоподъёмник
Питерборский судоподъёмник (англ. Peterborough Lift Lock) располагается в Питерборо, провинции Онтарио Канады. Построенный в 1904 году действующий судоподъёмник выполнен по парной схеме, позволяющей одновременный спуск и подъём грузов — для подъёма судов из нижнего в верхний бьеф используется незначительное количество воды для придания бо́льшего веса кессону, который находится в этот момент в верхнем бьефе. Судоподъёмник является 21-м шлюзовым сооружением на канадском канале Трент-Северн между заливом Джорджиан-Бей озера Гурон и озером Онтарио.

## Общие характеристики
Судоподъёмник состоит из двух кессонов, в которых осуществляется подъём и спуск судов между двумя бьефами. Оба кессона закрыты с обоих концов герметичными воротами, которые открываются с одной стороны в нижней точке и в верхней точке — с другой стороны. При открытии ворот кессона также одновременно открываются ворота в верхнем или, соответственно, в нижнем бьефе, последние позволяют вход и выход судов на обоих уровнях.
Каждый из кессонов располагается на гидравлическом цилиндре, который заполнен водой и сообщается с цилиндром другого кессона. Управление скоростью одновременного подъёма и спуска двух кессонов осуществляется посредством клапана, регулирующего скорость обмена водой между цилиндрами. Оба кессона идентичны, в заполненном состоянии вмещают в себя 1700 т воды и имеют размеры 42,7 м в длину, 10 м в ширину и 2,1 м в глубину. Перемещение кессонов ограничено рельсами, расположенными на четырёх опорах.
Для привода в действие судоподъёмника не используются внешние источники энергии и приводы — подъём вверх кессона в нижнем бьефе осуществляется путём добавления небольшого количества воды в кессон в верхнем бьефе, который таким образом перевешивает. При открытии ворот в нижнем бьефе эта вода вытекает, таким образом уменьшая массу спустившегося кессона. Разница внутренних уровней воды в кессонах в верхнем и нижнем бьефе составляет максимально 30 см, для каждого цикла транспортировки используется 130 т воды или 1,5 % от расхода аналогичной шлюзовой системы. Для контроля уровней используются датчики производства Сименс.
Когда в использовании судоподъёмника наступает тот или иной перерыв, вода из гидравлических цилиндров откачивается и оба кессона располагаются в нижнем бьефе.

## Галерея

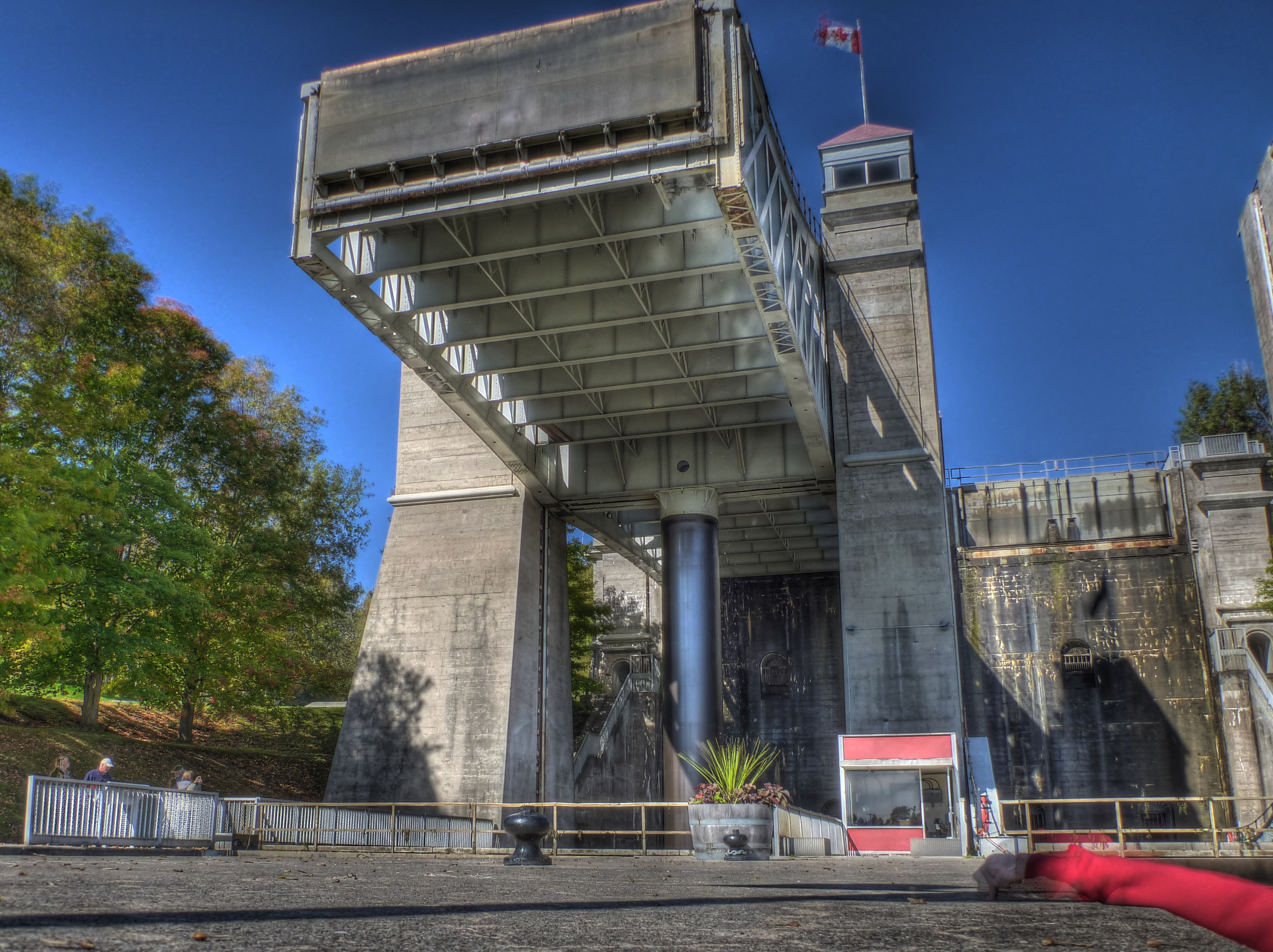
Вид на один из кессонов снизу, второй кессон справа опущен.
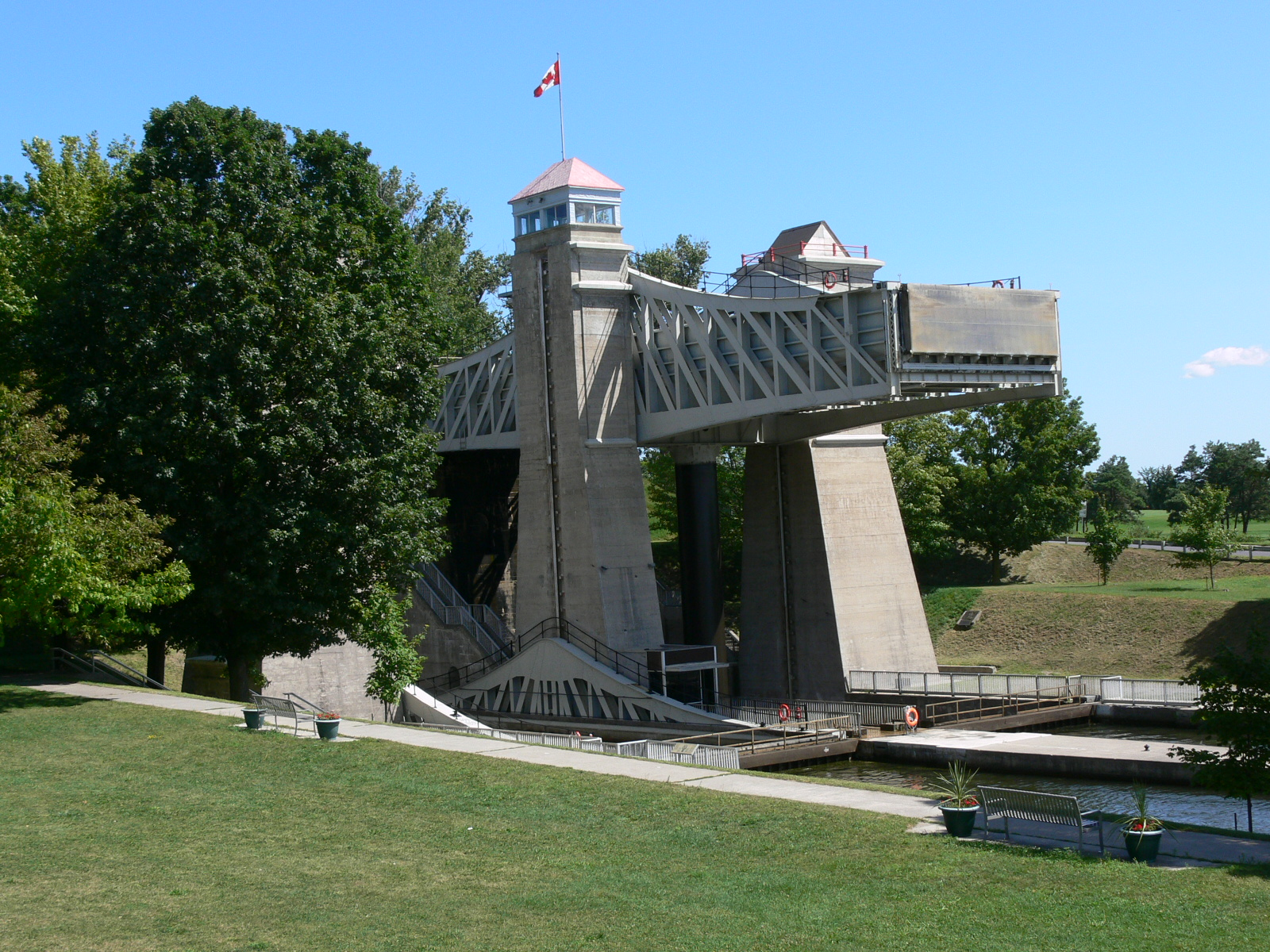
ближний кессон опущен, дальний поднят на гидроцилиндре. Третья ближайшая  опора скрыта за листьями дерева.